# Cortijos de Marín
Cortijos de Marín es una localidad y pedanía española perteneciente a los municipios de Roquetas de Mar y Vícar, en la provincia de Almería. Está situada en la parte suroriental de la comarca del Poniente Almeriense. Su población en 2019 fue de 2.491 habitantes (INE), de los cuales 2.409 hab. vivían en la parte roquetera y 82 en la vicaria.

## Situación geográfica
Se encuentra a 4.14 km de Roquetas de Mar. Una muy pequeña parte del núcleo poblacional, situada al oeste, pertenece al término municipal de Vícar.
Los núcleos de población más cercanos son El Solanillo, Congo-Canal, Llanos de Vícar y La Mojonera.
Los principales accesos al barrio se dan a través de la carretera A-358 que atraviesa la localidad y la conecta con Roquetas de Mar y con La Mojonera, encontrándose ubicada entre ambos núcleos.

## Demografía
Los datos poblacionales de esta localidad en 2019, según el INE, son:
| Entidad de Población                   | Pob. (2019) |
| -------------------------------------- | ----------- |
| Cortijos de Marín (Roquetas de Mar)    | 2.409       |
| Cortijos de Marín (Vícar)              | 82          |
| Cortijos de Marín, Total de habitantes | 2.491       |

### Evolución de la población
La evolución de la población en los últimos años fue la siguiente:
| Gráfica de evolución demográfica de Cortijos de Marín entre 2000 y 2019 |
|                                                                         |
| Datos según el nomenclátor publicado por el INE.                        |

Parte del crecimiento de población que se observa en los últimos años se debe a la llegada de inmigrantes africanos, preferentemente hombres, asentados en la zona y que participan en tareas agrícolas. Los inmigrantes suponen casi el 20% de la población y producen un desequilibrio entre sexos con la presencia en 2011, según el INE, de 1398 varones (60%) y 926 mujeres (40%).

Vías de comunicación y poblaciones próximas a Cortijos de Marín

| \| Roquetas de Mar Aguadulce El Campillo del Moro El Parador de las Hortichuelas Urbanización de Roquetas C Marín Las Marinas El Solanillo \| |
| Situación de Cortijos de Marín, dentro del término municipal de Roquetas de Mar                                                               |
| Roquetas de Mar Aguadulce El Campillo del Moro El Parador de las Hortichuelas Urbanización de Roquetas C Marín Las Marinas El Solanillo       |

## Historia
Esta población comienza su historia más reciente a mediados del siglo XX, época en que el gobierno de Francisco Franco, a través del organismo Instituto Nacional de Colonización. Se consteuyeron un gran núcleo de casas rurales que fueron entregadas a los agricultores que las solicitaban venidos desde los pueblos de las sierras cercanas, incluyendo una parcela de tierra para su explotación. Las primeras casas se construyeron principalmente junto al canal de riego del IRIDA y a las carreteras de La Mojonera y Las Losas, para aprovechar el agua y tener fácil acceso a las tierras de cultivo.

## Economía
Las actividades económicas predominantes en la zona están ligadas a la agricultura intensiva, con un gran número de invernaderos donde se cultivan hortalizas de muchas variedades. Por ello, un 80% de la población activa se dedica a la agricultura, directa o indirectamente, mientras el resto trabaja en el sector servicios.[cita requerida]

## Fiestas
La patrona de la localidad es la Inmaculada Concepción. Durante las fiestas, que se celebran en torno al 13 de junio, se procesionan las imágenes de la patrona y de San Antonio, además de otras actividades.

## Equipamiento
Cortijos de Marín dispone de un colegio de educación infantil y primaria desde 1976: el —CEIP Llanos de Marín—, un consultorio médico, un centro sociocultural, iglesia y parque.